# Aspilota cubitalaris
Aspilota cubitalaris är en stekelart som beskrevs av Sharma 1978. Aspilota cubitalaris ingår i släktet Aspilota och familjen bracksteklar. Inga underarter finns listade.